# 렌주

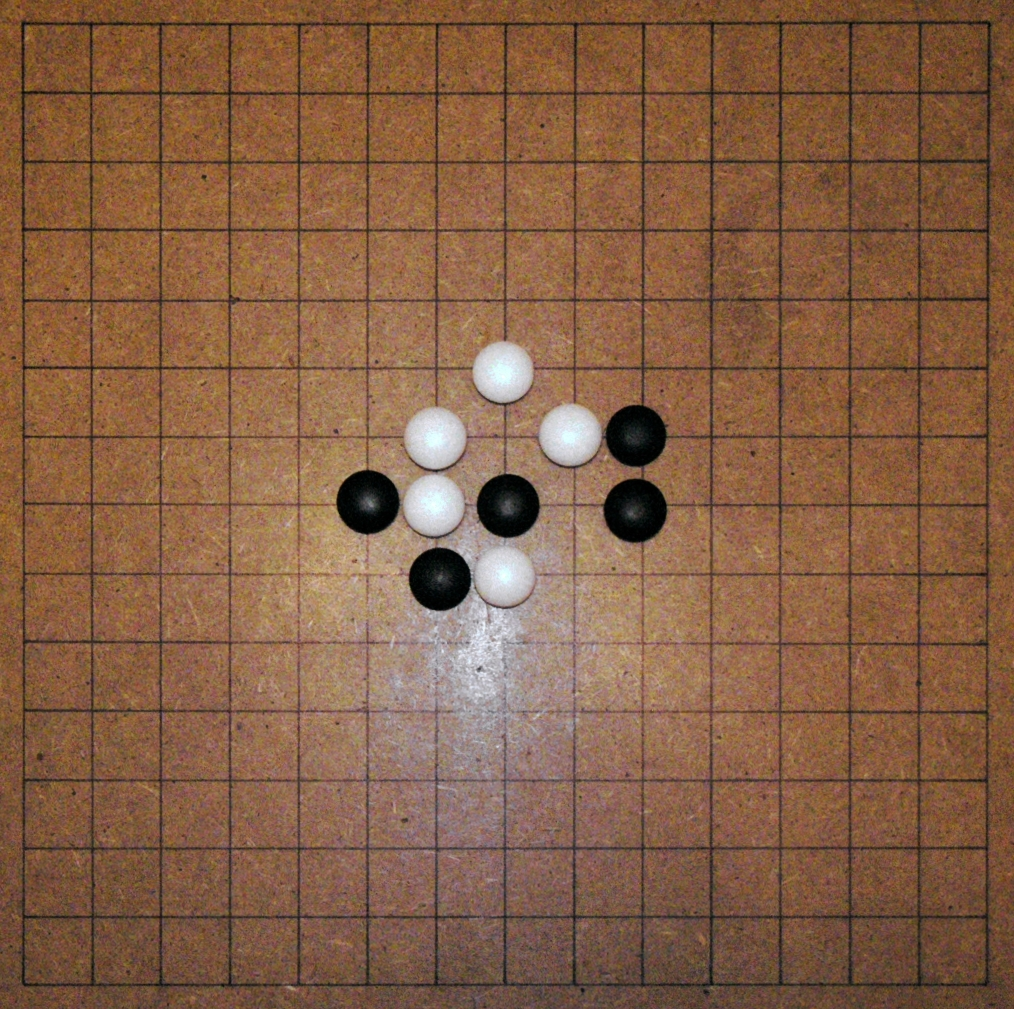
15x15 그리드 보드

렌주(일본어: 連珠, 연주, Renju)는 오목에서 파생된 보드 게임의 일종이다. 렌주는 15x15 바둑판 위에 흑백의 바둑돌을 교대로 두고 먼저 돌을 가로 세로 대각선 중 하나에 5개로 정렬한 사람이 승리한다.

## 규칙
오목에서 흑이 유리하다는 것은 빅토르 알리스가 아무 제한이 없는 오목에서 흑이 언제나 이긴다는 사실을 증명을 하기 전에 이미 잘 알려져 있었다. 렌주는 흑에게만 삼삼, 사사, 육목이 금지된다. 따라서 판이 커지면 흑이 유리하고 판이 작으면 백이 유리해진다. 오랫동안 균형이 맞는다고 믿어오던 15x15판의 자유형 렌주도 흑의 필승법이 있는 풀린 게임인 것이 밝혀지면서 경기 시작 시의 몇가지 규칙이 추가로 더해진다.(en:Renju opening pattern) 흑이 동시에 여러개의 수를 둔 뒤 백이 그중 이용할 수를 고르는 방식, 흑백을 바꿀 권리를 부여하는 방식으로 진행된다.
렌주에서는 처음 세 수는 26주형중 하나를 고르게 한다. 처음 수는 천원, 두 번째 수는 천원을 중심으로 한 3x3 정사각형, 세 번째 수는 천원을 중심으로 5x5정사각형에 두는 배치를 주형이라고 하며 모두 26가지이다. 26주형은 천원과 가로 또는 세로로 붙여놓는 직접주형 13개와 대각선으로 떨어진 곳에 두 번째 수를 놓는 간접주형으로 나뉜다.

### RIF 룰[2]
첫 번째 선수는 26주형 중에 하나를 오픈한다. 다음 선수는 돌 변경의 권리를 가진다. 백은 4번째 한 수를 오목판 아무 곳이나 둔다. 흑은 흑의 두 수가 대칭이 되지 않게 오목판 위에 둔다. 백은 흑의 선택한 5번째의 두 수중에 한 수를 선택하고 자신의 백돌을 둔다.
쉽게 말해서 RIF룰은 원스왑 2포인트 룰이다.

### 사카타 룰
첫 번째 선수는 26 주형중에 하나를 오픈한다.
다음 선수는 백 4번째 수를 천원점에서 7x7 이내에 한 수를 두고 흑 5번째 수를 천원점에서 9x9 범위 이내에 둔다. 첫 번째 선수는 돌 변경의 권리를 가진다.
쉽게 말해서 사카타는 중화 원스왑 룰이다.

### 야마구치 룰
첫 번째 선수는 26주형 중에 하나를 두면서 흑의 5번째 수를 몇 개를 정할지 미리 정한다. 다음 선수는 돌 변경의 권리가 있다. 백은 4번째 수를 오목판 아무 곳에나 둘 수 있다. 흑은 대칭되지 않게 5번째 수를 처음에 정한 개수만큼 둔다. 백은 흑의 둔 5번째의 돌 중에 하나를 선택하고 자신의 돌을 둔다.
쉽게 말해서 야마구치는 원스왑 무한포인트 룰이다.

## 같이 보기
- 오목
- 육목
- 게임 복잡도